# Luneray
Luneray est une commune française située dans le département de la Seine-Maritime en région Normandie.

### Localisation

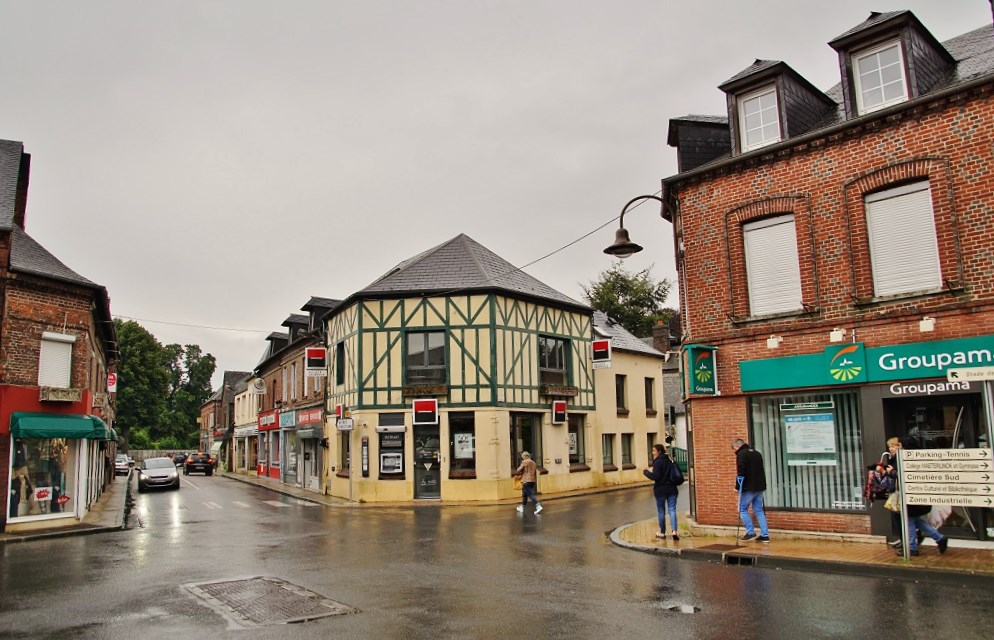
Le centre du bourg.

### Communes limitrophes

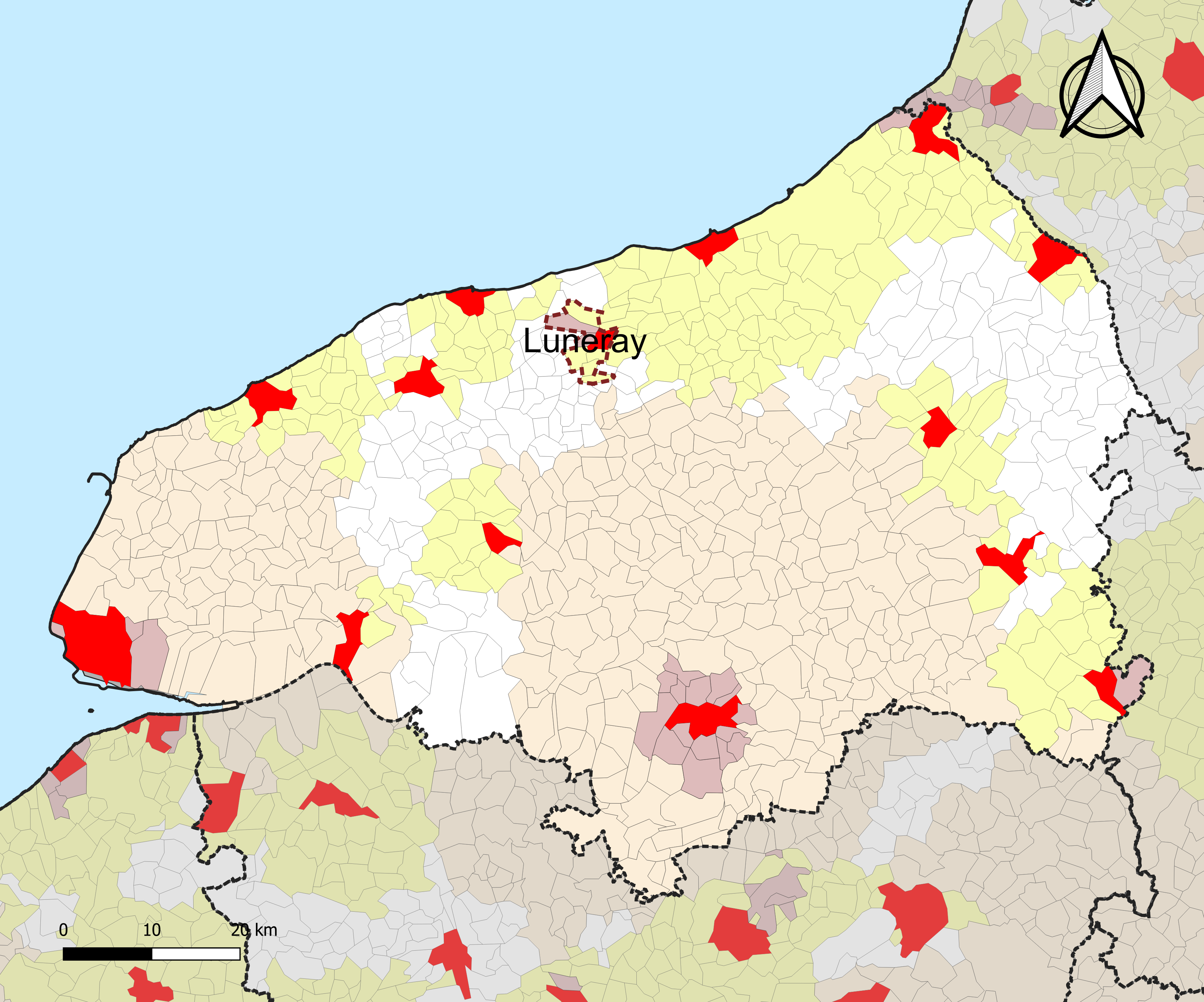
Luneray et son aires d'attraction des villes en 2020, dans la Seine-Maritime.

## Géographie

### Hydrographie
La commune est située dans le bassin Seine-Normandie. Elle n'est drainée par aucun cours d'eau,.

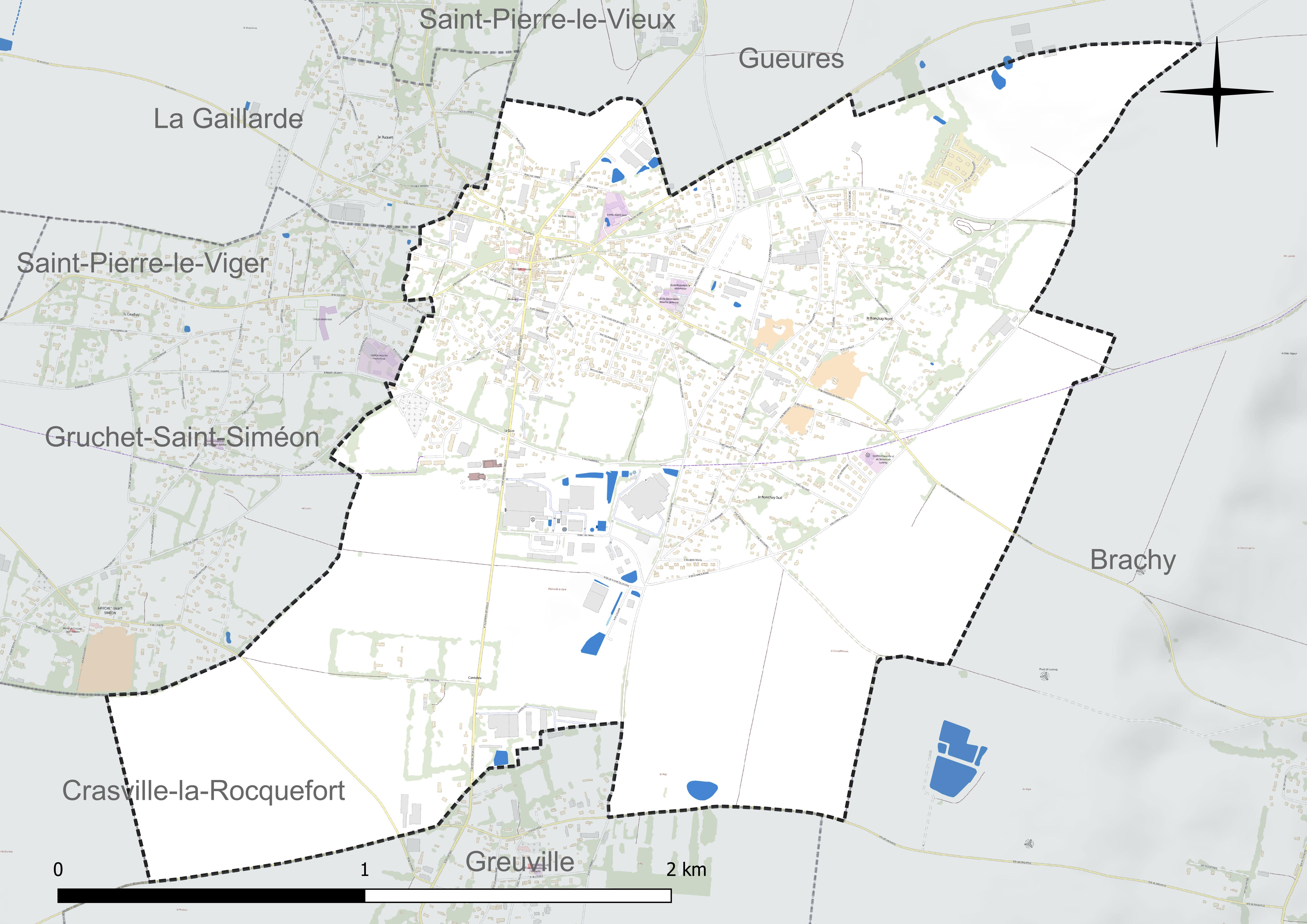
Réseau hydrographique de Luneray.

### Climat
Pour des articles plus généraux, voir Climat de la Normandie et Climat de la Seine-Maritime.
En 2010, le climat de la commune est de type climat océanique franc, selon une étude du CNRS s'appuyant sur une série de données couvrant la période 1971-2000. En 2020, Météo-France publie une typologie des climats de la France métropolitaine dans laquelle la commune est exposée à un climat océanique et est dans la région climatique Côtes de la Manche orientale, caractérisée par un faible ensoleillement (1 550 h/an) ; forte humidité de l’air (plus de 20 h/jour avec humidité relative > 80 % en hiver), vents forts fréquents. Parallèlement le GIEC normand, un groupe régional d’experts sur le climat, différencie quant à lui, dans une étude de 2020, trois grands types de climats pour la région Normandie, nuancés à une échelle plus fine par les facteurs géographiques locaux. La commune est, selon ce zonage, exposée à un « climat maritime », correspondant au Pays de Caux, frais, humide et pluvieux, légèrement plus frais que dans le Cotentin.
Pour la période 1971-2000, la température annuelle moyenne est de 10,6 °C, avec une amplitude thermique annuelle de 13 °C. Le cumul annuel moyen de précipitations est de 903 mm, avec 13 jours de précipitations en janvier et 8,5 jours en juillet. Pour la période 1991-2020, la température moyenne annuelle observée sur la station météorologique la plus proche, située sur la commune de Dieppe à 16 km à vol d'oiseau, est de 11,3 °C et le cumul annuel moyen de précipitations est de 805,2 mm,. Pour l'avenir, les paramètres climatiques de la commune estimés pour 2050 selon différents scénarios d’émission de gaz à effet de serre sont consultables sur un site dédié publié par Météo-France en novembre 2022.

## Urbanisme

### Typologie
Au 1er janvier 2024, Luneray est catégorisée bourg rural, selon la nouvelle grille communale de densité à sept niveaux définie par l'Insee en 2022.
Elle appartient à l'unité urbaine de Luneray, une agglomération intra-départementale regroupant quatre  communes, dont elle est ville-centre,,. Par ailleurs la commune fait partie de l'aire d'attraction de Luneray, dont elle est la commune-centre,. Cette aire, qui regroupe 8 communes, est catégorisée dans les aires de moins de 50 000 habitants,.

### Occupation des sols
L'occupation des sols de la commune, telle qu'elle ressort de la base de données européenne d’occupation biophysique des sols Corine Land Cover (CLC), est marquée par l'importance des territoires agricoles (59,3 % en 2018), en diminution par rapport à 1990 (68,1 %). La répartition détaillée en 2018 est la suivante : 
terres arables (51,6 %), zones urbanisées (40,7 %), prairies (7,6 %), zones agricoles hétérogènes (0,1 %). L'évolution de l’occupation des sols de la commune et de ses infrastructures peut être observée sur les différentes représentations cartographiques du territoire : la carte de Cassini (XVIIIe siècle), la carte d'état-major (1820-1866) et les cartes ou photos aériennes de l'IGN pour la période actuelle (1950 à aujourd'hui).

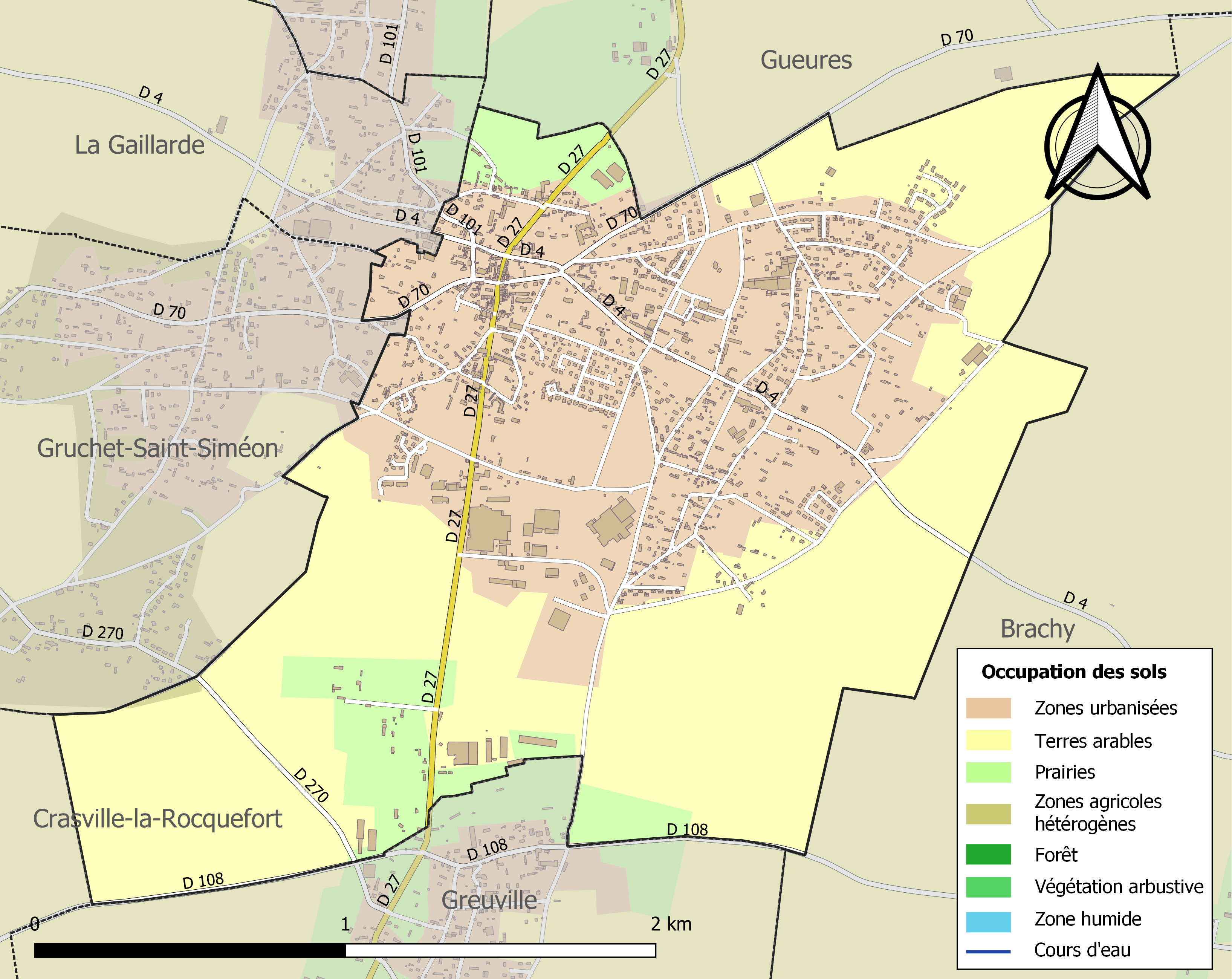
Carte des infrastructures et de l'occupation des sols de la commune en 2018 (CLC).

### Logement
En 2018, le nombre total de logements dans la commune était de 1 162, alors qu'il était de 1 083 en 2013 et de 1 022 en 2008.
Parmi ces logements, 89,1 % étaient des résidences principales, 3,7 % des résidences secondaires et 7,2 % des logements vacants. Ces logements étaient pour 80,3 % d'entre eux des maisons individuelles et pour 17,9 % des appartements.
Le tableau ci-dessous présente la typologie des logements à Luneray en 2018 en comparaison avec celle de la Seine-Maritime et de la France entière. Une caractéristique marquante du parc de logements est ainsi une proportion de résidences secondaires et logements occasionnels (3,7 %) inférieure à celle du département (3,9 %) mais supérieure à celle de la France entière (9,7 %). Concernant le statut d'occupation de ces logements, 56,3 % des habitants de la commune sont propriétaires de leur logement (57 % en 2013), contre 53 % pour la Seine-Maritime et 57,5 pour la France entière.
| Typologie                                               | Luneray | Seine-Maritime | France entière |
| ------------------------------------------------------- | ------- | -------------- | -------------- |
| Résidences principales (en %)                           | 89,1    | 88             | 82,1           |
| Résidences secondaires et logements occasionnels (en %) | 3,7     | 3,9            | 9,7            |
| Logements vacants (en %)                                | 7,2     | 8,1            | 8,2            |

## Toponymie
Le nom de la localité est attesté sous les formes Luneraco avant 830; de Lunerio avant 1189; Apud Luneretum en 1188 et 1189;  Apud Luneres en 1201 et 1202; Lunerei entre 1223 et 1250; Ecclesia de Lunerai vers 1240; Apud Lunerei en 1248; Apud Lunerey vers 1385; De Lunerei en 1264; Ecclesia de Lunerey en 1265; Lunerei en Caux en 1280; Lunerey en 1319; Lunerey en 1337; Lunerey en 1431 (Longnon); De Lunerayo en 1537; Saint Rémy de Luneray en 1714; Fief de Luneray entre 1664 et 1726; Luneray en 1715 (Frémont) et en 1757 (Cassini).
Canteleu (Cantulupo en 1143) est une commune instituée par la Révolution française après avoir été une paroisse, devenue un hameau de  Luneray en 1823,.

## Histoire

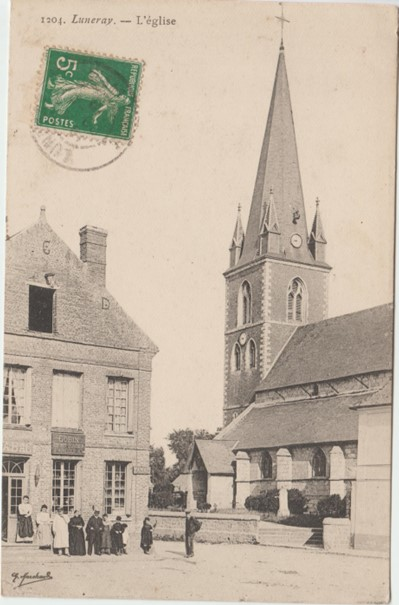
L'église de Luneray à la Belle Époque.

Luneray est l'une des rares communes normandes à avoir une importante communauté protestante.
En 1823, Luneray absorbe Canteleu qui devient un hameau.

## Politique et administration

### Rattachements administratifs et électoraux
Luneray appartient à l'arrondissement de Dieppe et au canton de Luneray depuis le redécoupage cantonal de 2014 entré en vigueur à l'occasion des élections départementales de 2015 et en est le bureau centralisateur. Avant cette date, elle faisait partie du canton de Bacqueville-en-Caux.
Pour l'élection des députés, la commune fait partie de la dixième circonscription de la Seine-Maritime,

### Intercommunalité

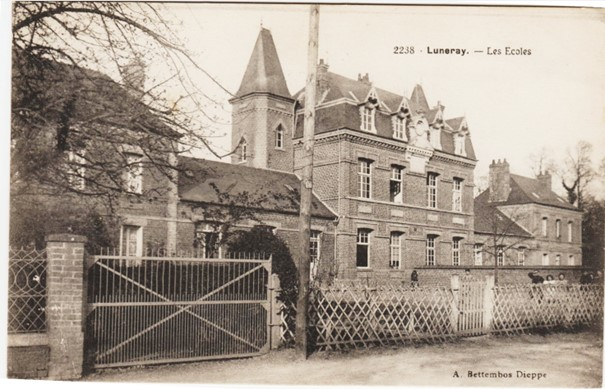
Photographie ancienne des écoles de Luneray.

Luneray était membre de la communauté de communes Saâne et Vienne, un établissement public de coopération intercommunale (EPCI) à fiscalité propre créé en 2001 et auquel la commune avait transféré un certain nombre de ses compétences, dans les conditions déterminées par le code général des collectivités territoriales.
Dans le cadre des dispositions de la loi portant nouvelle organisation territoriale de la République du 7 août 2015, qui prévoit que les établissements publics de coopération intercommunale (EPCI) à fiscalité propre doivent avoir un minimum de 15 000 habitants, cette intercommunalité a fusionné avec ses voisines pour former, le 1er janvier 2017, la communauté de communes Terroir de Caux dont est désormais membre la commune.

### Administration municipale
Le nombre d'habitants au dernier recensement étant compris entre 1 500 et 2 499, le nombre de membres du conseil municipal est de 19.

### Liste des maires
| Période                                  | Période                       | Identité              | Étiquette    | Qualité |
| ---------------------------------------- | ----------------------------- | --------------------- | ------------ | --- |
| Les données manquantes sont à compléter. |                               |                       |              | |
| avril 1799                               | 31 juillet 1815               | Jean Calbry           |              | |
| 31 juillet 1815                          | 15 mai 1825                   | Nicolas-Amable Capron |              | |
| 15 mai 1825                              | 8 avril 1834                  | Joseph Lanfray        |              | |
| 8 avril 1834                             | 27 septembre 1843             | Daniel Lardans        |              | Adjoint faisant fonction de maire |
| 27 septembre 1843                        | 6 décembre 1847               | Frédéric Poullard     |              | |
| 6 décembre 1847                          | 14 juillet 1860               | Nicolas Capron        |              | |
| 14 juillet 1860                          | 11 octobre 1870               | Jean-Amédée Poullard  |              | |
| 11 octobre 1870                          | 11 décembre 1892              | Émile Poullard        |              | |
| 11 décembre 1892                         | 17 mai 1896                   | Théodore Lardans père |              | |
| 17 mai 1896                              | 16 mai 1900                   | Casimir Ouvry         |              | |
| 16 mai 1900                              | 16 juin 1902                  | Théodore Lardans fils |              | |
| 16 juin 1902                             | 10 décembre 1919              | Amédée Jamme          |              | |
| 10 décembre 1919                         | 14 mai 1925                   | Camille Lardans       |              | |
| 14 mai 1925                              | 18 mai 1935                   | Louis Lheureux        |              | |
| 18 mai 1935                              | 19 septembre 1936             | Édouard Boullen       |              | |
| 15 octobre 1936                          | 1er novembre 1944             | Robert Varin          |              | Docteur en médecine |
| 29 novembre 1944                         | 10 février 1947               | Louis Hennetier       |              | |
| 10 février 1947                          | 7 mai 1953                    | Eugène Lefebvre       |              | |
| 7 mai 1953                               | 2 mai 1962                    | Adrien Desmarais      | DVD          | Décédé en fonction Conseiller général de Bacqueville-en-Caux (1955 → 1962) |
| 29 juin 1962                             | 11 mars 1983                  | Roger Houdet          | CNIP         | Ingénieur agronome, résistant Ministre de l'agriculture (1953 → 1959) Sénateur de la Seine-Maritime (1952 → 1977) |
| 11 mars 1983                             | 6 avril 2003                  | Daniel Renault        | RPR puis UMP | Industriel Conseiller général de Bacqueville-en-Caux (1985 → 2004) |
| 6 avril 2003                             | mai 2020                      | Martial Hauguel       | DVD          | Chef d'entreprise Conseiller général de Bacqueville-en-Caux (2004 → 2015) Conseiller départemental de Luneray (2015 → ) Vice-président du conseil départemental (2015 → ) Vice-président de la CC Saâne et Vienne (2008 → 2016) Vice-président de la CC Terroir de Caux (2017 → 2020) |
| juillet 2020                             | En cours (au 17 janvier 2022) | Guy Auger             |              | Vice-président de la CC Terroir de Caux (2020 → ) |

### Postes et télécommunications

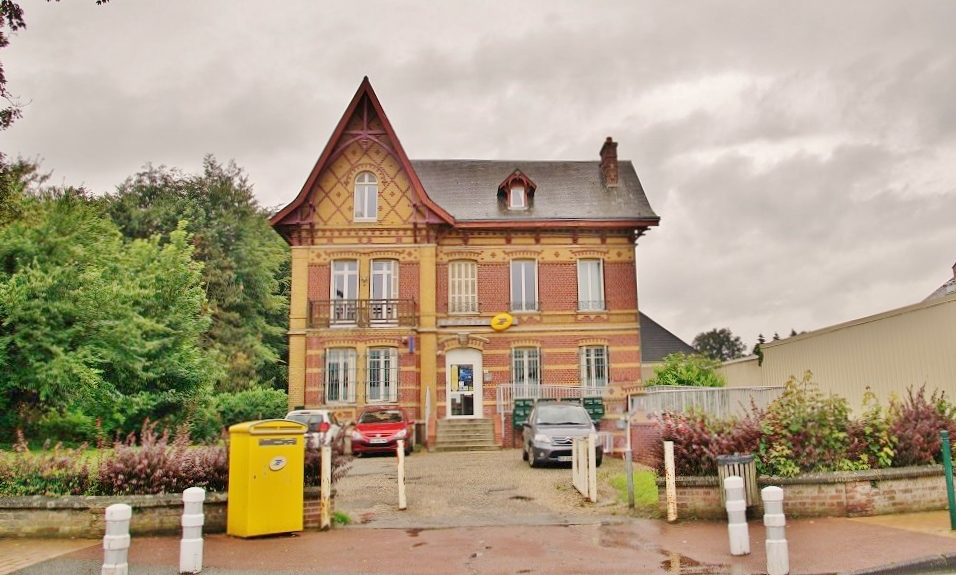
Le bureau de poste.

## Population et société

### Démographie
L'évolution du nombre d'habitants est connue à travers les recensements de la population effectués dans la commune depuis 1793. Pour les communes de moins de 10 000 habitants, une enquête de recensement portant sur toute la population est réalisée tous les cinq ans, les populations de référence des années intermédiaires étant quant à elles estimées par interpolation ou extrapolation. Pour la commune, le premier recensement exhaustif entrant dans le cadre du nouveau dispositif a été réalisé en 2004.

En 2022, la commune comptait 2 166 habitants, en évolution de −3,35 % par rapport à 2016 (Seine-Maritime : +0,35 %, France hors Mayotte : +2,11 %).
| 1793  | 1800  | 1806  | 1821  | 1831  | 1836  | 1841  | 1846  | 1851  |
| ----- | ----- | ----- | ----- | ----- | ----- | ----- | ----- | ----- |
| 1 040 | 1 006 | 1 168 | 1 430 | 1 631 | 1 741 | 1 778 | 1 848 | 1 980 |

| 1856  | 1861  | 1866  | 1872  | 1876  | 1881  | 1886  | 1891  | 1896  |
| ----- | ----- | ----- | ----- | ----- | ----- | ----- | ----- | ----- |
| 1 916 | 1 902 | 1 939 | 1 866 | 1 858 | 1 768 | 1 730 | 1 638 | 1 552 |

| 1901  | 1906  | 1911  | 1921  | 1926  | 1931  | 1936  | 1946  | 1954  |
| ----- | ----- | ----- | ----- | ----- | ----- | ----- | ----- | ----- |
| 1 543 | 1 615 | 1 554 | 1 339 | 1 355 | 1 401 | 1 449 | 1 463 | 1 458 |

| 1962  | 1968  | 1975  | 2004  | 2006  | 2009  | 2014  | 2019  | 2022  |
| ----- | ----- | ----- | ----- | ----- | ----- | ----- | ----- | ----- |
| 1 664 | 1 782 | 1 736 | 2 097 | 2 050 | 2 144 | 2 166 | 2 169 | 2 166 |

## Économie

### Revenus de la population et fiscalité
Luneray comprenait 1003 foyers fiscaux en 2021 avec un revenu médian à 22 490 euros 

### Commerces
- Supermarché Lidl, reconstruit intégralement au Nord de Luneray et ouvert le 20 juin 2018[34], 2453 m2[35] (l'ancien supermarché Lidl était situé à proximité de l'ancienne gare de Luneray[36])
- Supermarché Intermarché, ancien Casino, 2206 m2[37] (officiellement sur la commune de La Gaillarde car à 300m de la limite communale de Luneray)
- Supermarché Auchan, ancien Simply Market[38], construit en 2007, 1200 m2[39]
- Supermarché Coccinelle[40]
- Grande surface de bricolage Bricomarché[41]
- Garage concession Renault [42]
- Nombreux petits commerces dans le centre bourg[43]

### Emploi
Luneray est un gros bassin d'emploi avec environ 750 emplois directs dans le secteur de l'industrie (Lunor + Siarr + Defial Normival)
Le secteur du commerce représente environ 100 emplois directs à Luneray (grande distribution + petits commerces)

### Entreprises
Entreprises majeures :
- Siarr, équipements automobiles.
- Lunor, industriel agroalimentaire spécialisé dans la transformation de la pomme de terre[44]
- Defial Normival, usine actuelle construite en 1991, industriel agroalimentaire spécialisé dans la transformation de la viande et de l'élaboration de charcuterie[45]
- Neveu Logistique, entreprise de logistique[46]
- Neveu Transports, entreprise de transport [46]

## Culture locale et patrimoine

### Lieux et monuments

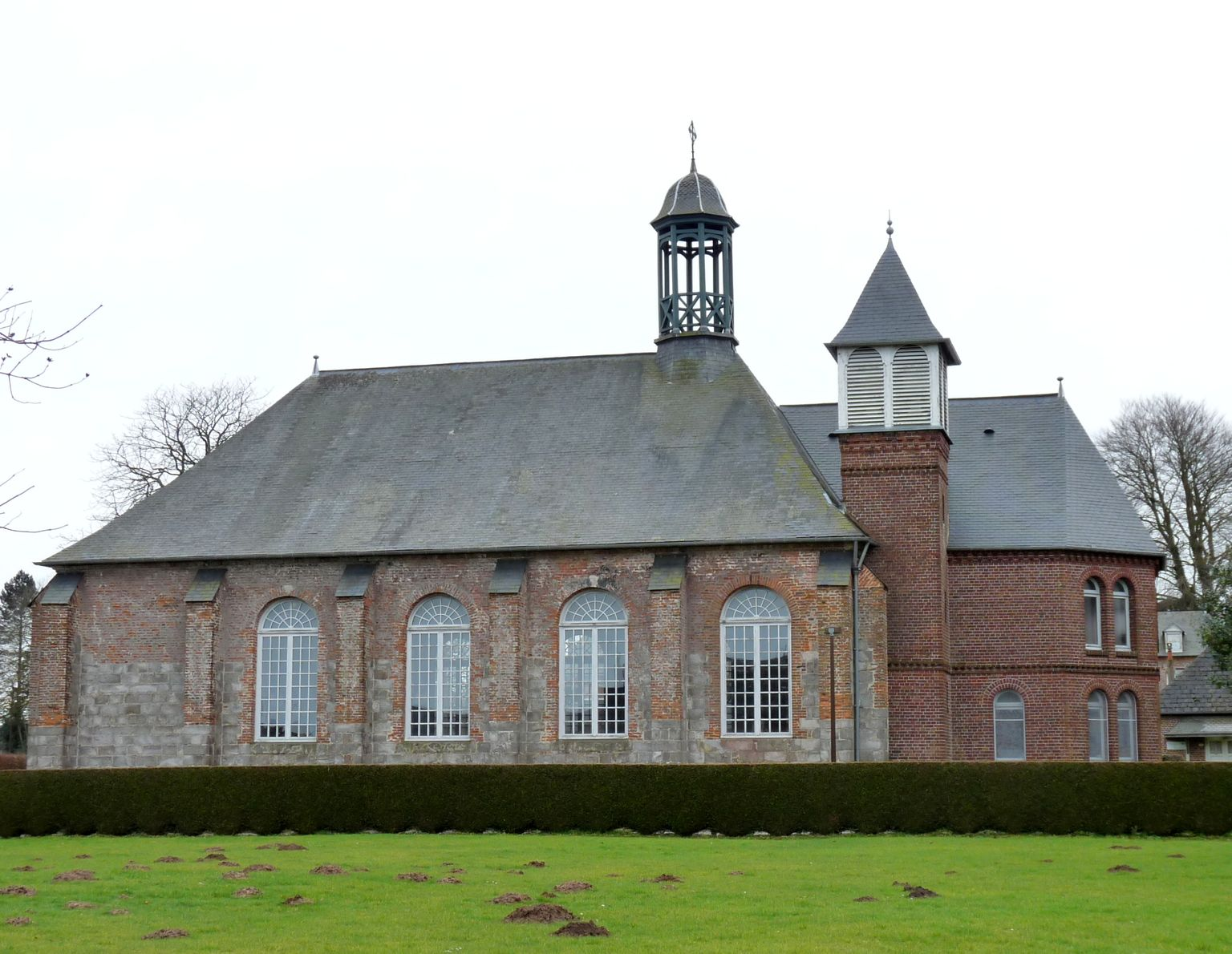
Le temple protestant de Luneray.

La commune compte un monument historique : 
- Temple protestant de Luneray, inscrit au titre des monuments historiques depuis 2003[47]. 
Il a été construit il y a plus de 200 ans avec l'accord de Napoléon Bonaparte alors en campagne en Russie par le pasteur Laurent Cadoret qui a ouvert à Luneray la première École du dimanche de France le 7 août 1814.

On peut également signaler : 
- l'église Saint-Rémi ;
- la mairie-halle ;
- le monument aux morts dû à l'architecte Victorien Lelong (1921)[48]

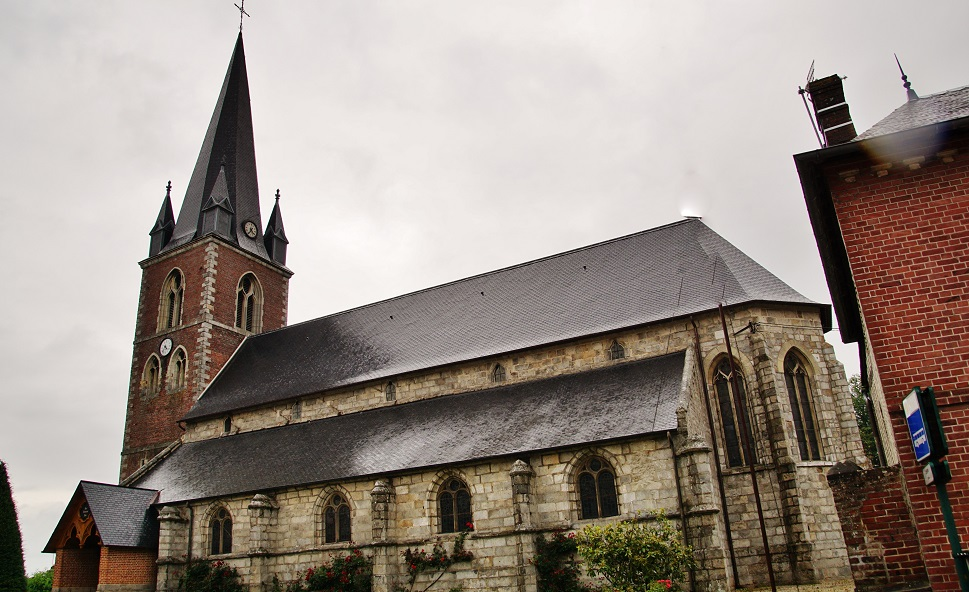
L'église Saint-Rémi.
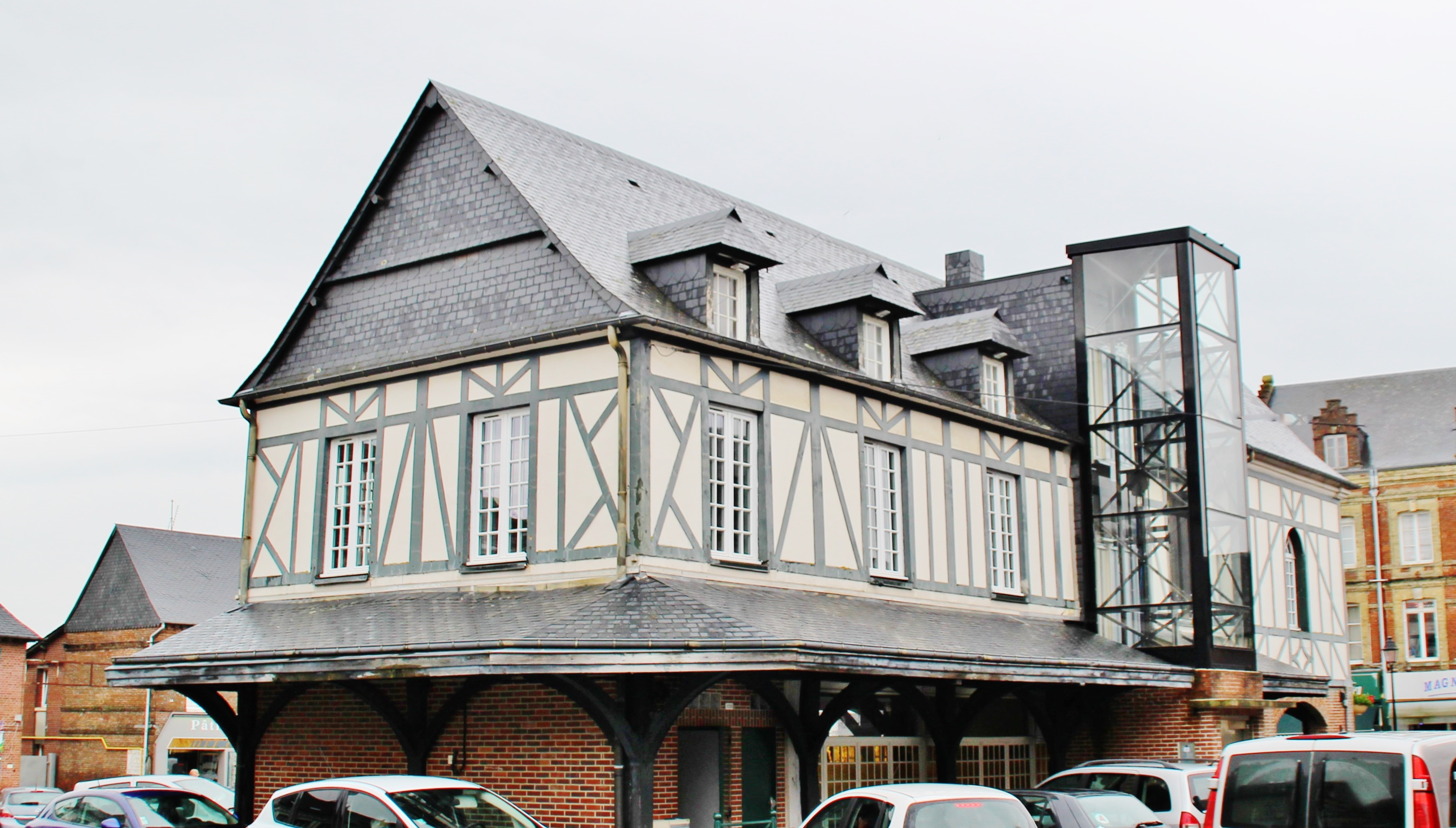
L'arrière de la mairie.
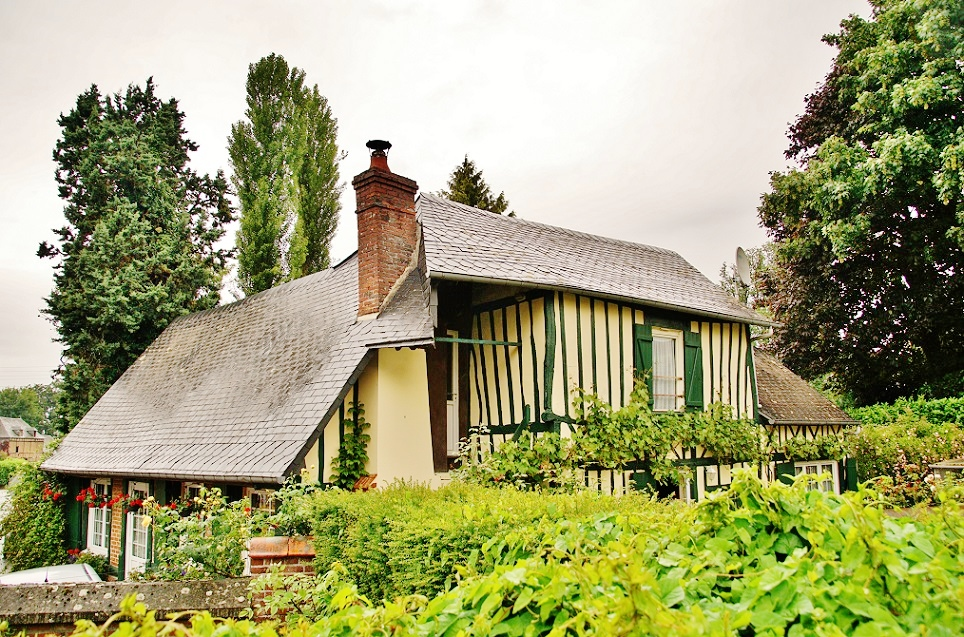
Maison traditionnelle.
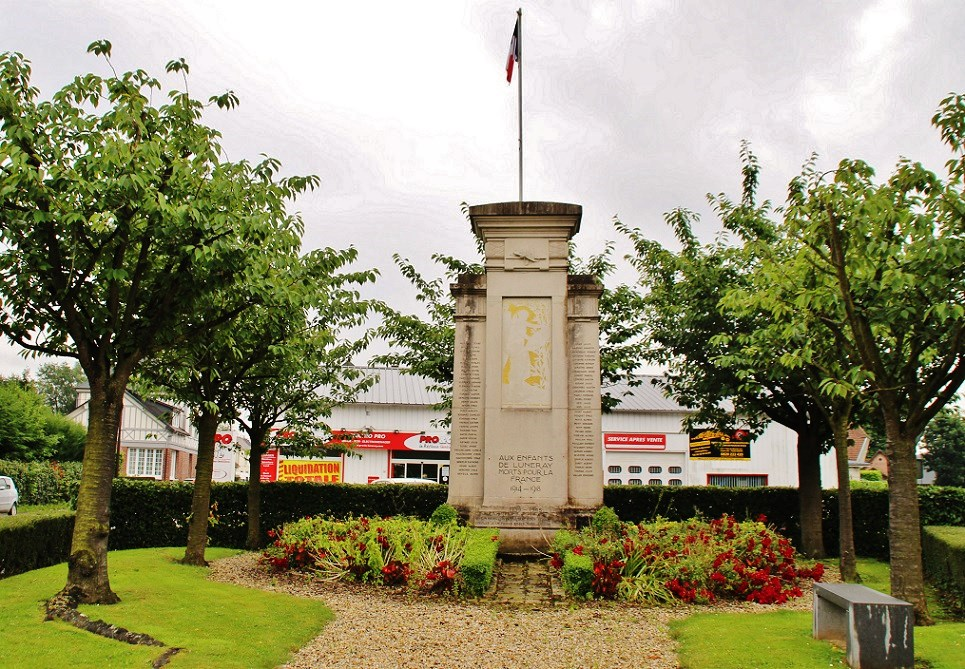
Monument aux morts.

### Personnalités liées à la commune
- Raoul Biville (1863-1909), juriste et professeur de droit, militant chrétien et socialiste.
- Valentin Feldman (1909-1942), philosophe, résistant, a enseigné au Cours libre de Luneray en 1941.[réf. nécessaire] Il a été fusillé au Mont-Valérien par les Nazis.
- Jacques Houplain (1920-2020), artiste peintre et graveur né à Luneray en 1920. Prix Abd-el-Tif en 1949.
- Lise Lamétrie, comédienne, née à Luneray en 1955.
- Nathanaël Lemaître (1831-1897), artiste peintre né à Luneray, vécut en Suisse où le musée de Genève conserve plusieurs de ses toiles.[réf. nécessaire]
- Frank Puaux (1844-1922), théologien et historien, y est né.
- Paul Ricœur (1913-2005), philosophe, séjourne régulièrement à Luneray[49].
- Julie Siegfried (1848-1922), féministe et militante sociale, y est née.

### Patrimoine culturel
Le film Le Gaffeur de Serge Penard a été tourné à Luneray en 1985.

### Héraldique
| Blason de Luneray | Blason  | Écartelé : au 1) de gueules mantelé d’argent, au 2) de gueules au chevron d’or accompagné de trois têtes de loup du même, au 3) d’or aux trois lionceaux de sable, au 4) d’argent aux trois mouchetures d’hermine de sable. |
| Blason de Luneray | Détails | Le statut officiel du blason reste à déterminer. |